# 도쿄 스카이트리 타운

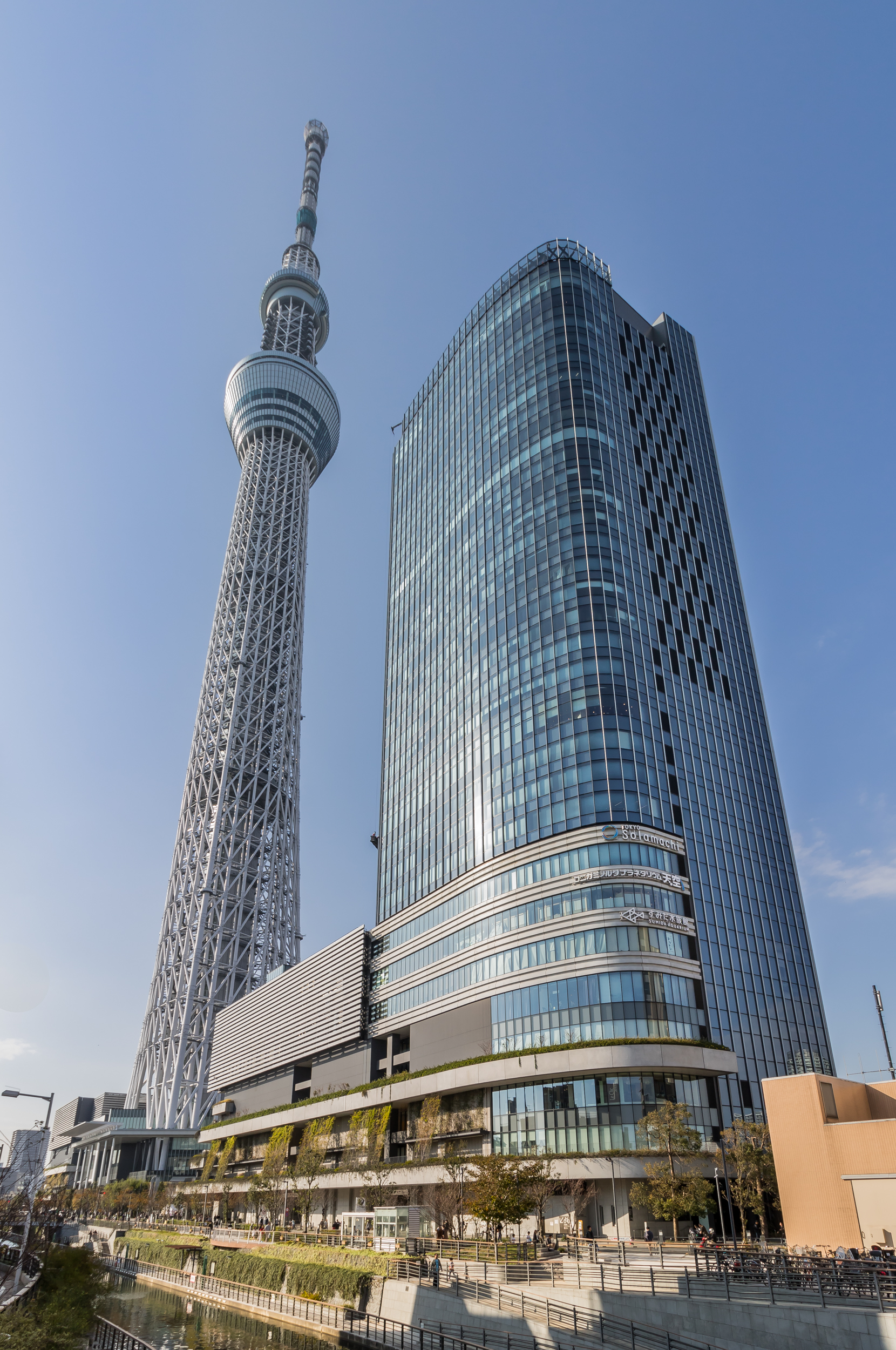

도쿄 스카이트리 타운(일본어: 東京スカイツリータウン)은 일본 도쿄도 스미다구 오시아게에 소재하는 도쿄 스카이트리를 중심으로 상업시설, 플라네타륨, 수족관, 사무실, 교육 관련 시설 등으로 구성된 복합 시설이다.
도부 이세사키 선 도쿄 스카이트리 역 및 게이세이 오시아게 선, 도에이 지하철 아사쿠사 선, 도쿄 지하철 한조몬 선, 도부 스카이트리 라인의 오시아게 역과 직결되어 있다. 두 역을 둘러싸는 동서 길이 약 400m 지역으로, 2012년 5월 22일 개업했다.

## 주요 시설
- 도쿄 스카이트리
- 도쿄 소라마치
- 도쿄 스카이트리 이스트 타워
- 코니카 미놀타 플라네타륨 천공 in 도쿄 스카이트리 타운
- 스미다 수족관
- 도쿄 스카이트리 역
- 오시아게 역